# Peter Kempa
Peter Kempa (* 11. Juli 1958; † 14. Februar 1995) war ein deutscher Fußballspieler.

## Karriere
Über Hermannia Kassel kam Peter Kempa 1977 zum KSV Hessen Kassel, der wie Hermannia in der Amateurliga Hessen spielte. Kempa hatte von Beginn an einen Stammplatz inne und stieg mit seinem Team, das inzwischen in der neugegründeten Oberliga Hessen spielte, 1980 unter Trainer Rudi Kröner in die 2. Bundesliga auf. Nach drei Jahren dort wechselte er zu Hertha BSC, ebenfalls zweite Liga, und ein Jahr später, 1984, zum SSV Ulm 1846. Mit Ulm stieg er im ersten Jahr aus der zweiten Liga in die Oberliga ab und wechselte während der Saison 1985/86 zurück zu Hessen Kassel, wo er für die Amateure spielte. 1986/87 war er für den 1. SC Göttingen 05 in der Oberliga Nord aktiv. Peter Kempa blieb als Spielertrainer aktiv, zuletzt für die Spielgemeinschaft Staufenberg. Während eines Trainingsspiels starb der ehemalige Fußballprofi völlig unerwartet.

### Statistik
| Liga          | Spiele (Tore) |
| ------------- | ------------- |
| 2. Bundesliga | 164 (20)      |
| Wettbewerb    |               |
| DFB-Pokal     | 012 0(0)      |